# جون جورج أدير
جون جورج أدير (بالإنجليزية: John George Adair)‏ هو تاجر أسهم أمريكي، ولد في 3 مارس 1823 في مقاطعة ليش في جمهورية أيرلندا، وتوفي في 4 مايو 1885 في سانت لويس في الولايات المتحدة.